# Vind Hede
Vind Hede er et hedeområde, der ligger vest for landsbyen Vind og sydvest for Holstebro i Vestjylland. Vind Hede er udgør den østligste del af Stråsø Plantage og dækker et areal på cirka 3,7 km². Lilleåen bugter sig langs hedens sydvestlige side.
Vind Hede er kendt for at være et af de sidste steder, hvor urfuglen levede naturligt i Danmark. Vind Hede var derfor fredet som urfuglereservat. Den fandtes på heden indtil 1996, og få år senere blev urfuglen officielt erklæret for uddød i landet.
Den østligste del af heden kendes som Kaj Munks Hede, idet digterpræsten, der var en ivrig jæger, ejede dette stykke af heden og ofte gik på jagt der.
Heden er sammen med Stråsø Plantage statsejet og administreres fra Klosterhede Statsskovdistrikt.

## Natur
Vind Hede er i lighed med andre heder i området præget af lav bevoksning med arter som hedelyng, klokkelyng, mosebølle, tyttebær, revling og den eneste naturlige højere plante, ene. Blandt de knap så almindelige arter finder man fx guldblomme, tormentil og kattefod. Desuden finder man sjældne arter som vårkobjælde samt forskellige former for gøgeurter samt ulvefod.
Efter urfuglens forsvinden er det nu stor regnspove, der er den mest markante fugleart, der yngler i området. En stor del af heden er beskyttet som vildtreservat, hvilket vil sige, at der ikke er adgang om foråret i yngleperioden, ligesom der resten af tiden kun er begrænset adgang.
Blandt pattedyr er det kronhjorten særligt markant, og bestanden er i de senere år vokset til over tusind dyr.
Heden plejes med mellemrum for at undgå, at større planter får fodfæste. Plejen foregår ved fx nedskæring eller kontrolleret afbrænding.